# Duarte de Meneses
Duarte de Meneses (antes de 1488 - después de 1539) fue un noble portugués del siglo XVI y un oficial colonial, gobernador de Tánger entre 1508-1521 y entre 1536-1539, además de gobernador de la India portuguesa entre 1522-1524.

## Biografía
Duarte de Menezes fue el hijo mayor del poderoso noble Juan de Meneses, 1er Conde de Tarouca y Prior de Crato, y su esposa Joana de Vilhena. Fue nombrado así por el nombre de su abuelo reconocido, Duarte de Meneses, 3º Conde de Viana, capitán de Alcazarquivir.

## Gobernador de Tánger
El 1508, Duarte de Meneses sucedió en su padre como capitán portugués de Tánger, un cargo que ya había llevado a cabo en nombre de su padre desde 1507. Se labró una reputación como un líder militar en numerosos enfrentamientos cerca de Tánger.
Sucedió a su padre como capitán del Tánger, que había sido capitán desde al menos 1507 en nombre de su padre.[1]. Gozaba de una formidable reputación como jefe guerrero.
Fue herido en la cara en un ataque al campamento de Alcazarquivir y en 1508 participó en el ataque a Azamor;
Así es como Pedro de Mariz describe en sus Diálogos de historia variada, algunos de los logros de Duarte como capitán de Tánger :

El año (...) de mil quinientos doce [4 de abril de 1512], los Alcaides Barráxa (Mulei Ali Ibn Rachid), alcalde de Xexuão, y Almandarim (Sidi Al-Mandri, alcalde de Tetuão), con ochocientos caballos y dos mil de pie, furiosos saharauis, destruyendo a los moros nuestros confederados y vasallos: y señores del campo haciendo grandes males, y destrucción en esos pueblos, llegará al campo de Tánger, donde el Saharin Dom Duarte de Menezes, capitán de esa ciudad, con doscientos a caballo, y doscientos de pie. Tanto es así que los moros lo habrán visto, pronto se pondrán en sonido de batalla, y vendrán por ellos muy rizados, con grandes alborotos, y algazátas. Pero Barraxa, como el más versado y diestro de aquellos Ocasionistas, dijo a los que estaban a su lado que no era el pueblo el que iba a ganar, que lo harían con gritos, pero con armas, y mucho esfuerzo, que les pidió que las tuvieran todas en ese momento, porque le aseguró que habría un buen señor, y al decir esto, pronto comenzó la batalla bien librada, y muy furiosa, en la que al principio nuestro pueblo se llevó lo peor. Pero cuando viniera la persona de don Duarte de Menezes, de tal manera que estuvieran con su presencia, & compañía, que después de luchar durante una hora de peso, sin conocer la mejoría, los moros serían derrotados, & devastados, huyendo de Almandarim con un centenar de caballos: & Barràxa en gran peligro de morir, porque al huir, conocía el caballo con él, & por su gran destreza se salvó en otro, yendo el nuestro al alcance. Murió de nuestros seis o siete, e hirió a veinte o tres. Y los moros estarán muertos en el campo seiscientos, y los cautivos doscientos y cuarenta, y entre ellos muchos, muy nobles, y caballeros especiaes. Se llevarán 160. azemelas, 40. cavallos, 20. egoas, veinte camellos, & otro muy estropeado.[2]

En 1515, con João Coutinho, capitán de Arcila, decidieron atacar la aldea de Aljubilia, situada en la Sierra de Farrovo; el 12 de septiembre de 1516, con motivo de la visita a Sesimbra, se ausentó en Tánger; en 1517, también con el mencionado João Coutinho, hicieron una entrada en tierra de moros, llegando al campo de Alcazarquivir, donde mataron a algunos, hicieron cautivos a unos 37, capturaron 1700 cabezas de ganado y 5000 cabezas de ganado menor.

## India
Nombrado gobernador de la India , partió el 5 de abril de 1522 con una flota de doce barcos, acompañado de su hermano Luís de Meneses.

Durante el período de tres años del gobernador, el sudeste asiático (y las Molucas ), a pesar de que eran cuestiones urgentes, recibieron mucha menos atención que la atención prestada al Golfo Pérsico , donde el control de Ormuz se convirtió rápidamente en un problema importante. [ 1 ] .

Goa quedó en gran parte al cuidado de su capitán, Francisco Pereira Pestana , estrecho colaborador de Duarte, quien entró en conflicto con buena parte de su población de casados.

### Ormuz
Recién llegado, supe que las aduanas de Ormuz estaban sitiadas, y le envió a su hermano para socorrerlos. Mientras tanto, logró una victoria contra Dabul (hoy Dabhol), 

...tomando dos galeras de 'rumes' (turcos), y haciéndola tributaria. Con eso y con la nueva llegada de D. Luis, el temeroso Melique Az del sucesor moderno, de cuya caballería en África tenían noticias, ordenaron el cese de la opresión que sus ataques daban a Chaul.[ 3 ]

Cuando Luis fue a Goa, encontró a su hermano ya toda la ciudad, de luto por la muerte del rey D.  Manuel.
Fue gobernador de la India hasta 1524 , cuando fue reemplazado por Vasco da Gama y tuvo una administración desastrosa, con derrotas militares y pérdidas de territorios, regresando preso al reino, preso "en el castillo de Torres Vedras y otros lugares, situación en la que permaneció siete años". Liberado por intercesión del conde de Castanheira , más tarde reanudó sus funciones anteriores en Tánger en 1536 .

## Capitán de Tánger (2ª vez)
El 4 de octubre de 1536 tomó posesión del gobierno de Tánger por segunda vez. Vino con su familia y D. João, su hijo mayor.

## Descendencia
Se casó con Filipa de Noronha, hija de Simão Gonçalves de Câmara de Lobo, tercer capitán de la isla de Madeira en Funchal con quien tuvo a João de Meneses y a Pedro de Meneses , que en ese momento también gobernaba Tánger.
Fernando de Meneses, hijo bastardo de D. Duarte, quinto gobernador de la India, y en dos ocasiones también capitán en Tánger. Con Clara Morena de Bivar, tuvo dos hijas : Inácia y Brites de Meneses.

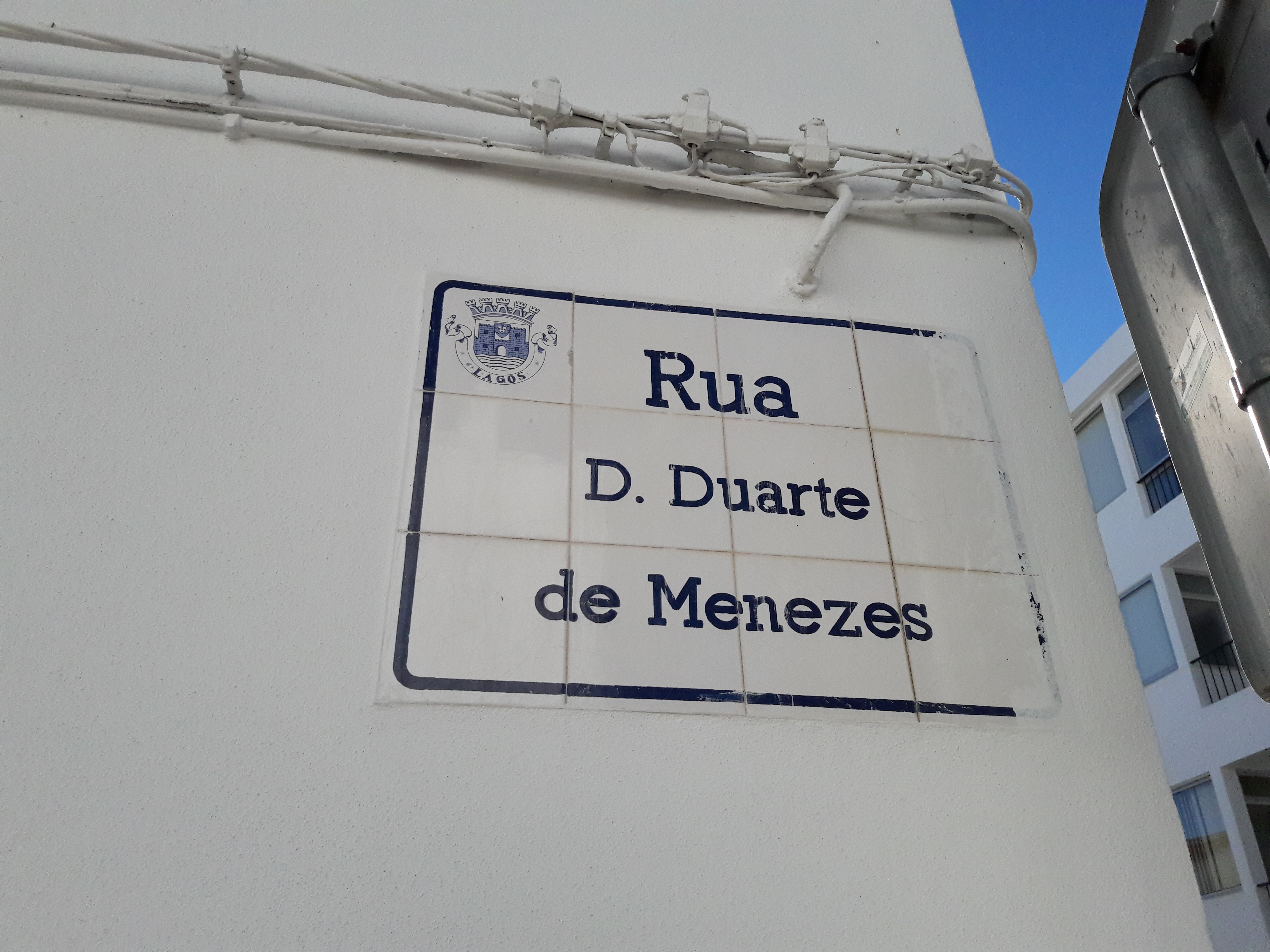
Placa toponímica de la calle D. Duarte de Menezes, en Lagos

## Homenajes
El nombre de Duarte de Menezes se colocó en una calle de Lagos